# Jordi Cañas
Jordi Cañas Pérez (ur. 12 grudnia 1969 w Barcelonie) – hiszpański i kataloński polityk, poseł do katalońskiego parlamentu, deputowany do Parlamentu Europejskiego IX kadencji.

## Życiorys
Ukończył studia z zakresu historii na Uniwersytecie Barcelońskim. Pracował jako freelancer, był regularnym komentatorem w programach telewizyjnych.
Należał do Partii Socjalistów Katalonii, regionalnej formacji związanej z PSOE. W 2006 współtworzył nowe ugrupowanie pod nazwą Obywatele, obejmując w nim kierownicze funkcje. Zasiadał w katalońskim parlamencie IX i X kadencji.
W 2014 został objęty postępowaniem karnym, w którym oskarżono go o oszustwa podatkowe. W tym samym roku Jordi Cañas złożył mandat poselski. Pracował następnie w Europarlamencie jako doradca deputowanych swojego ugrupowania. W 2018 został ostatecznie uniewinniony od popełnienia przestępstw defraudacji. Powrócił wówczas do aktywności politycznej. W wyborach w 2019 uzyskał mandat eurodeputowanego IX kadencji.